# Wong Ka Man
Wong Ka Man (21 de noviembre de 1985) es una deportista hongkonesa que compitió en tenis de mesa adaptado. Ganó una medalla de oro en los Juegos Paralímpicos de Londres 2012 en la prueba individual (clase 11).

## Palmarés internacional
| Juegos Paralímpicos | Juegos Paralímpicos   | Juegos Paralímpicos | Juegos Paralímpicos |
| Año                 | Lugar                 | Medalla             | Prueba              |
| ------------------- | --------------------- | ------------------- | ------------------- |
| 2012                | Londres (Reino Unido) | Medalla de oro      | Individual 11       |